# 1697
| 1697               |
| ------------------ |
| Dødsfald - Fødsler |
| • Begivenheder     |

| Gregoriansk kalender | 1697 MDCXCVII           |
| Ab urbe condita      | 2450                    |
| Armensk kalender     | 1146 ԹՎ ՌՃԽԶ            |
| Kinesiske kalender   | 4393 – 4394 丙子 – 丁丑 |
| Etiopisk kalender    | 1689 – 1690             |
| Jødisk kalender      | 5457 – 5458             |
| Hindukalendere       |                         |
| - Vikram Samvat      | 1752 – 1753             |
| - Shaka Samvat       | 1619 – 1620             |
| - Kali Yuga          | 4798 – 4799             |
| Iransk kalender      | 1075 – 1076             |
| Islamisk kalender    | 1109 – 1110             |

Konge i Danmark: Christian 5. 1670-1699
Se også 1697 (tal)

## Begivenheder
- Karl 12. bliver konge i Sverige
- Ole Rømer opsætter den første planetmaskine i Rundetårn
- 7. maj - Stockholm Slot ødelagt af brand
- 20. september - Freden i Rijswijk undrskrives af Frankrig, England, Spanien, Det Hellige Romerske Rige og De Forenede Nederlande og sætter derved en stopper for Niårskrigen.
- 2. december – St Paul's Cathedral, tegnet af Christopher Wren, genindvies, efter at den blev ødelagt ved Londons brand i 1666.

## Dødsfald
- Niels Juel, dansk søofficer (født 1629).
- 5. april – Karl 11. af Sverige fra 1660 til sin død. Han fødtes i 1655 og var gift med den danske Frederik 3.s datter, Ulrikke Eleonora.